# Kanela Muñoz
Héctor Rafael Muñoz Casas-Cordero (Coronel, 21 de octubre de 1981), conocido artísticamente como Kanela, es un cantante chileno de cumbia y música tropical, líder y vocalista de la banda Noche de Brujas, donde también asume funciones de producción y composición.

## Biografía
Debido a motivos laborales de su padre, se crio en su infancia durante Santiago y Coronel. Desde temprana edad, demuestra por la música, es así como a los 11 años, se integra al coro de la iglesia y participa en diferentes festivales de la voz. Su seudónimo, proviene de la palabra Canelo que su abuela le decía, «Mi abuela en Coronel me decía 'Canelo', porque cuando chico era flaco y alto, igualito a un canelo que mi abuela tenía en el patio».

### Los Vinchucas, su primera banda
Se radicó en Santiago, y como alumno del Internado Nacional Barros Arana, forma su primera banda, la que bautizan como Los Vinchucas, en honor a Los Prisioneros, que también comenzaron su carrera con esa identidad, siendo el rock la influencia principal. Durante una ceremonia de matrimonio, el grupo se presentó al no ser su música de acorde con la fiesta, decidieron comenzaron sus primeros ensayos con la cumbia. 
Durante esos años, Muñoz comenzaría su trabajo participando en el grupo Eclipse Musical, reconocido grupo de la onda sound, con quien graba como segunda voz el disco "2001"; incluso existen registros en vivo de esta etapa.

### 2003-presente: Noche de Brujas
El primer concierto oficial de la banda fue para Halloween el 31 de octubre de 2003, durante ese festival un productor les comentó que debían cambiar el nombre de grupo o no podrían ser presentados, es así, cuando uno de los músicos vio el cartel que decía «el gran baile de noche de brujas». Finalmente, el grupo pasó a llamarse Noche De Brujas y dedicarse definitivamente a la cumbia.
Debido al abandono de Leo Rey a la banda de cumbia chilena La Noche, la agrupación intentó contratar al cantante, pero él decide arriesgarse y quedarse en Noche de Brujas. Con la banda ha lanzado cinco discos de estudio, tres DVD en vivo y un Blu Ray En Vivo, cosechado discos de oro y platino por sus diversas producciones.
En México, la banda firmó contrato por diez años con Televisa Publishing.

## Discografía

### Con Noche de Brujas
- 2004: El comienzo
- 2006: Tu primera vez
- 2008: Zúmbate
- 2009: Desnudos
- 2011: Me gusta todo de ti
- 2012: De amor y cumbia
- 2015: Vivir sin tu amor
- 2018: De cero